# Pekáry Tamás
Pekáry Tamás (Thomas Pekáry) (Budapest, 1929. szeptember 13. – Münster, 2010. február 22.) magyar származású német ókortörténész, régész, egyetemi tanár.

## Életpályája
1947–1952 között az ELTE hallgatója volt, ahol ókortörténetet, klasszikus régészetet és numzimatikát tanult. 1952–1956 között a keszthelyi Balatoni Múzeum és az Aquincumi Múzeum régésze volt. 1956-ban a magyar nemzeti felkelés következtében Svájcba emigrált. 1957–1958 között a Berni Egyetemen tanult. 1957–1966 között a Berni Egyetem tanársegéde, és svájci múzeumok munkatársa volt. 1961–1964 között asszisztensként dolgozott a berni egyetemen. 1965-ben habilitált a Kieli Egyetemen. 1966–1971 között a Kieli Egyetem magántanára és docense volt. 1971–1994 között a Münsteri Egyetem ókori történelem professzora, az Epigráfiai Intézet igazgatója volt. 1973–1974 között a Münsteri Egyetem dékánja, 1994-től emeritus professzora volt.

## Családja
Szülei: Pekáry Dezső és Tóry Ilona voltak. 1954-ben házasságot kötött Horváth Irénnel.

## Művei
- Die Krise des Römischen Reiches (1962)
- Untersuchungen zu den Römischen Reichsstraßen (1968)
- Die Fundmünzen von Vindonissa (1971)
- Die Wirtschaft der Griechisch-Römischen Antike (1976)
- Das Römische Kaiserbildnis in Staat, Kult und Gesellschaft (1985)
- Imago res mortua est. Untersuchungen zur Ablehnung der bildenden Künste in der Antike (2002)

## Fordítás
- Ez a szócikk részben vagy egészben  a   Thomas Pekáry című német Wikipédia-szócikk ezen változatának fordításán alapul.  Az eredeti cikk szerkesztőit annak laptörténete sorolja fel. Ez a jelzés csupán a megfogalmazás eredetét és a szerzői jogokat jelzi, nem szolgál a cikkben szereplő információk forrásmegjelöléseként.